# Swaffham
Swaffham är en stad och en civil parish i Breckland i Norfolk i England. Orten har 6 935 invånare (2001). Byn nämndes i Domedagsboken (Domesday Book) år 1086, och kallades då Suafham.